# Ghédimin
Gediminas
Ghédimin, ou Gediminas (latin : Gedeminne, Gedeminnus) est né vers 1275 et décédé en 1341. Il devient grand-duc de Lituanie, en 1316 et en fait un État très puissant.

## Biographie

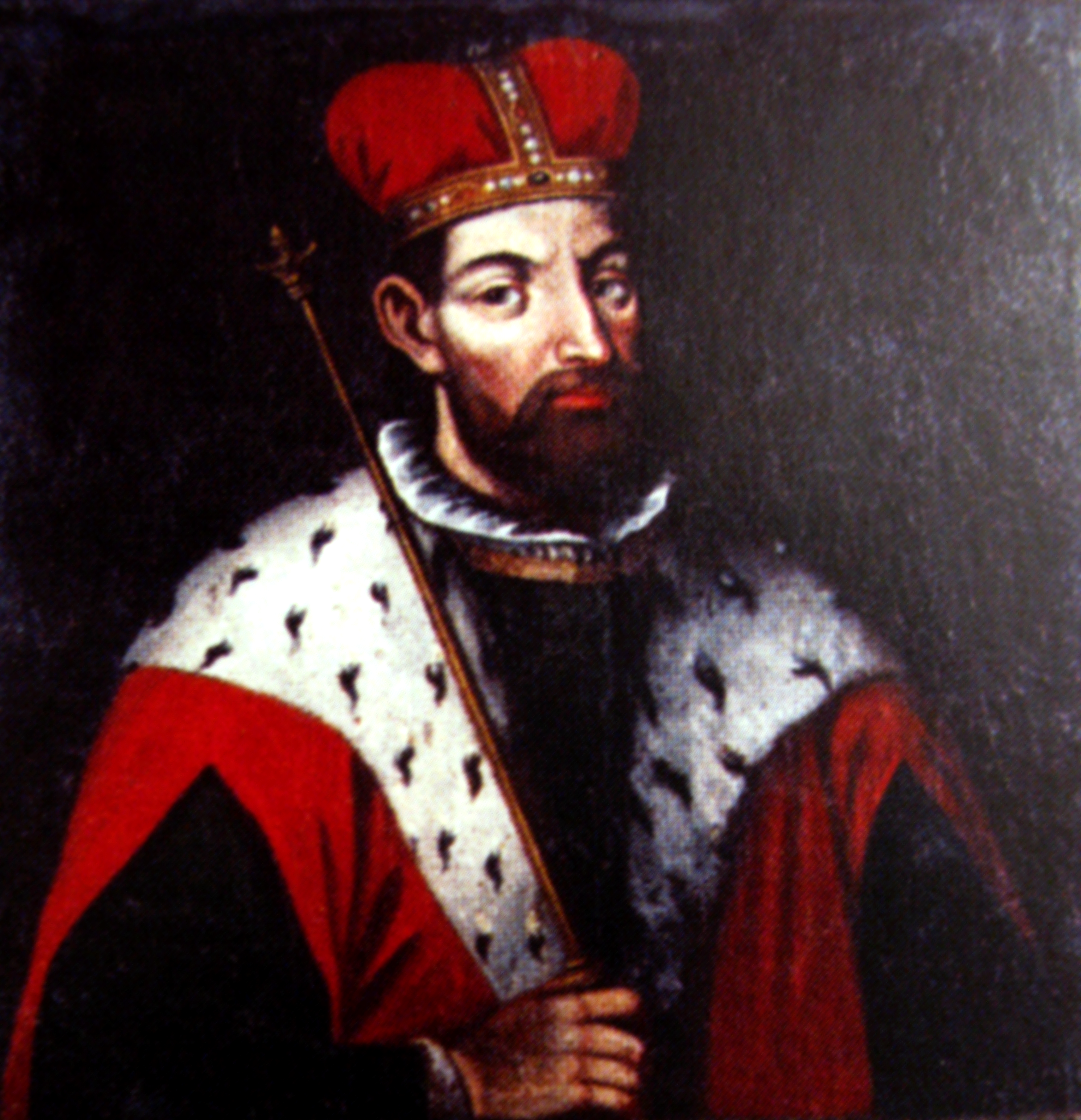
Gediminas, Grand-Duc de Lituanie (auteur inconnu)

Gediminas monte sur le trône de Lituanie après la mort de son frère Vytenis. En 1320, il annexe le duché de Loutsk, fonde la ville de Białystok et obtient une première victoire sur les Chevaliers teutoniques. En 1321, il emporte une victoire décisive à la bataille de la rivière Irpine, face à une coalition de princes ruthènes, victoire qui lui ouvre les portes de nombreuses principautés et de villes ruthènes (dont la ville de Kiev et les cités de Pereïaslav, Poutyvl, Véchorod, Kaniv et Bilhorod). La même année, il commence des négociations avec la papauté d’Avignon sur une éventuelle conversion de la Lituanie au christianisme. En 1323, il fait de la ville de Vilnius, qu’il a fondée, la capitale de la Lituanie.
Il écrit au pape pour lui annoncer sa volonté d’adopter le catholicisme. Il invite des moines, des artisans, des commerçants et des agriculteurs à venir s’établir en Lituanie. Pour les Teutoniques, cette apparente volonté de conversion n’est qu’une ruse de Gediminas pour accroître sa suprématie et se débarrasser d’eux. En 1324, Gediminas renonce à se faire baptiser à la suite de rumeurs propagées en Europe par les Teutoniques sur son soutien aux païens et aux orthodoxes.
En guerre contre l’Ordre teutonique, il conclut une alliance avec Ladislas Ier le Bref en 1325 et sa fille Aldona épouse Casimir, le fils de Ladislas. Cette alliance amène la paix sur la frontière entre la Pologne et la Lituanie. Le 10 février 1326, les armées polonaise et lituanienne lancent une offensive contre le Brandebourg (Nouvelle Marche) et s’emparent de la place forte de Międzyrzecz. En 1327, les Teutoniques saccagent la Cujavie (Pologne) et la Samogitie (Lituanie). 
Au début de l’année 1329, les armées de Bohême et de l’Ordre teutonique partent en croisade, attaquent et s’emparent des places fortes les plus importantes de la région lituanienne de Samogitie. Au même moment, le roi Ladislas le Bref commence à envahir les terres contrôlées par l’Ordre en Prusse ce qui oblige les croisés à se replier sur la Pologne.
En 1331, Gediminas marie une de ses filles à Georges II de Galicie-Volhynie. L’alliance avec la Pologne est rompue à la suite d'une querelle personnelle entre Gediminas et Ladislas le Bref.
Le 15 novembre 1337, l'empereur Louis IV de Bavière offre la Lituanie aux Teutoniques mais Gediminas parvient à les chasser.
En 1340, après le décès de Georges II de Galicie-Volhynie, Gediminas et Casimir III de Pologne s’affrontent pour contrôler la Rus' de Halych-Volodymyr.
Gediminas meurt en décembre 1341. Au cours de son règne, il a agrandi considérablement le territoire de son État en devenant le maître des duchés de Minsk, Pinsk, Touraw et Vitebsk. Il a annexé aussi la Podlachie orientale et une partie de la Volhynie. Il a étendu l’influence de la Lituanie sur les terres ruthènes ou ayant appartenu à la Rous' (Kiev, Pskov, Novgorod, Tver). Il a empêché l’Ordre teutonique de prendre le contrôle de la Lituanie. Il a établi des relations commerciales avec des villes de Livonie appartenant à la Hanse, comme Rīga. Il a fondé de nombreuses villes.
Après sa mort, la Lituanie est partagée entre ses fils (Jaunutis, Kęstutis et Algirdas qui s’entredéchirent. La Lituanie s’affaiblit à la suite du démembrement féodal.

## Unions et descendance

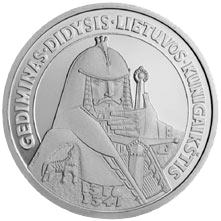
Pièce commémorative moderne à la mémoire de Gediminas

Selon la Chronique Bychowiec (en), Gediminas aurait eu trois épouses: Vida de Courlande, Olga de Smolensk, et Jewna de Polotsk (en). Aucune autre source ne mentionnant Vida et Olga, la plupart des historiens et ouvrages de référence ne retiennent que Jewna comme épouse, et considèrent les deux autres comme fictives. Gediminas aurait cependant eu au moins treize enfants : 
- Manvydas (en) (v.1288–1348), prince de Slonim et Kernavė
- Narimantas, prince de Polotsk
- Karijotas, duc de Navhrudak
- Jaunutis, duc de Zaslawye
- Olgierd, duc de Vitebsk
- Kęstutis, duc de Trakai,
- Maria, épouse de Dimitri II de Vladimir
- Aldona, épouse de Casimir III de Pologne
- Elżbieta (pl), épouse de Wacław de Płock
- Eufemija, épouse de Georges II de Galicie-Volhynie
- Liubartas (en), grand-prince de Volhynie et Galicie